# Wyn
Wyn ist ein walisischer männlicher Vorname, abgeleitet von walis. gwyn mit der Bedeutung „weiß, blond, gesegnet“, der auch als Familienname auftritt. Varianten des Namens sind Wynn und Wynne.

## Namensträger

### Vorname
- Cerith Wyn Evans (* 1958), britischer Konzeptkünstler, Bildhauer und Filmemacher
- Alun Wyn Jones (* 1985), walisischer Rugby-Union-Spieler
- Wyn Lodwick (1927–2024), britischer Jazzmusiker
- Wyn Morris (1929–2010), walisischer Dirigent und Chorleiter
- Wyn Roberts, Baron Roberts of Conwy (1930–2013), britischer Journalist und Politiker
- Neil Wyn Roberts (* 1978), walisischer Fußballspieler
- Gareth Wyn Williams, Baron Williams of Mostyn (1941–2003), britischer Politiker

### Künstlername
- Wyn Hoop (bürgerlich Winfried Lüssenhop; * 1936), deutscher Schlagersänger und Autor von Segel-Büchern